# Quibeo
Quibeo (em quiniaruanda: Kibeho) é uma cidade da Ruanda situada na província (intara) do Sul. É conhecida como sítio dum massacre no contexto da Guerra Civil de Ruanda (1993–1994). e como local de aparições marianas.